# Volcán San Pedro (Antofagasta)
El volcán San Pedro es una montaña volcánica de Chile de 6145 metros de altitud. Se encuentra en el desierto de Atacama (Región de Antofagasta), cerca de la frontera con Bolivia. Se avista a kilómetros, está únicamente acompañado por sus vecinos  Volcán San Pablo y el volcán Poruña.

## Geología
Desde el punto de vista geológico, el San Pedro es un complejo estrato compuesto de dos conos; un cono más antiguo (la actual cumbre), afectado por un evento de colapso, y otro más joven, edificado dentro del primer cono. 

## Ascensión

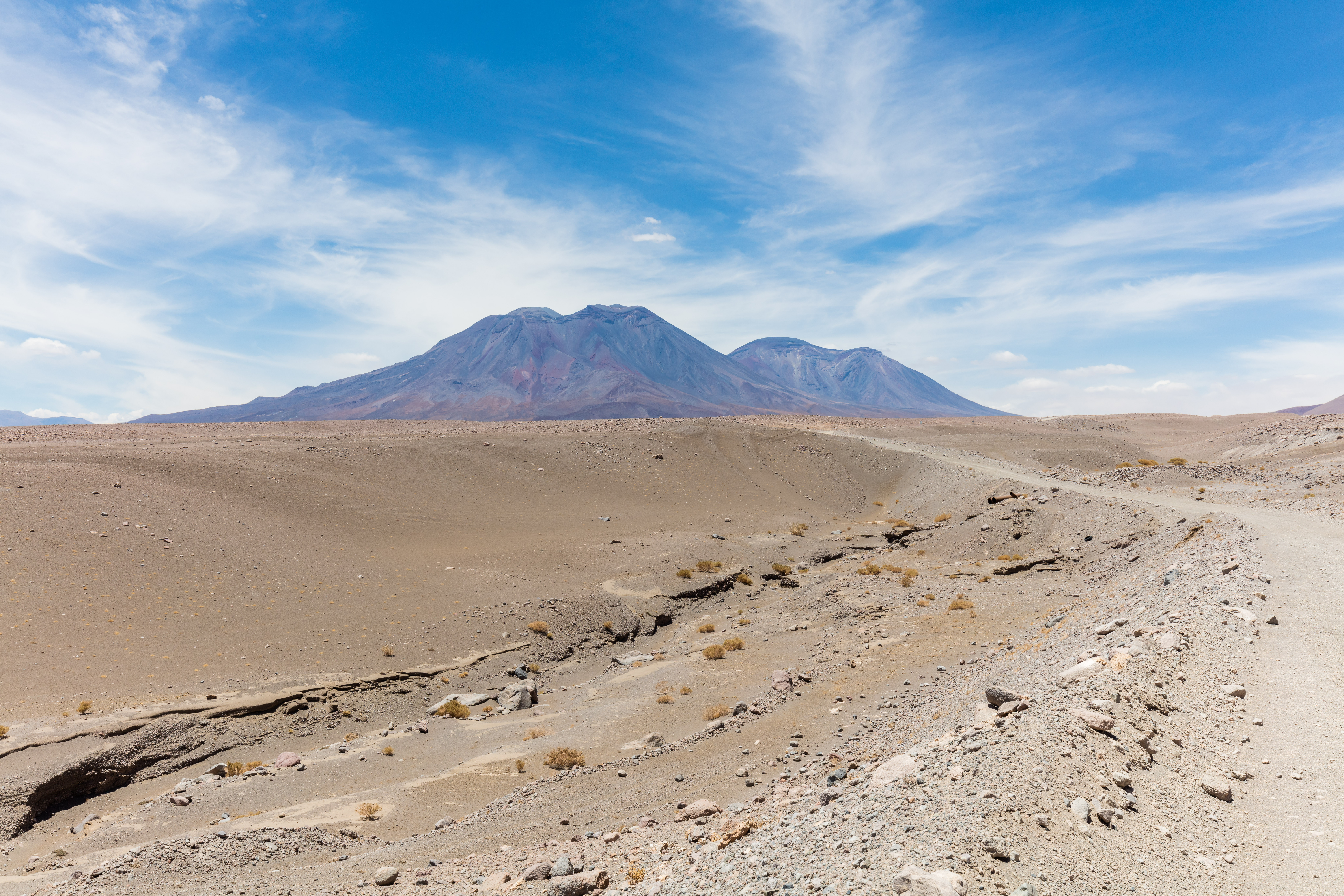
Otra vista del volcán

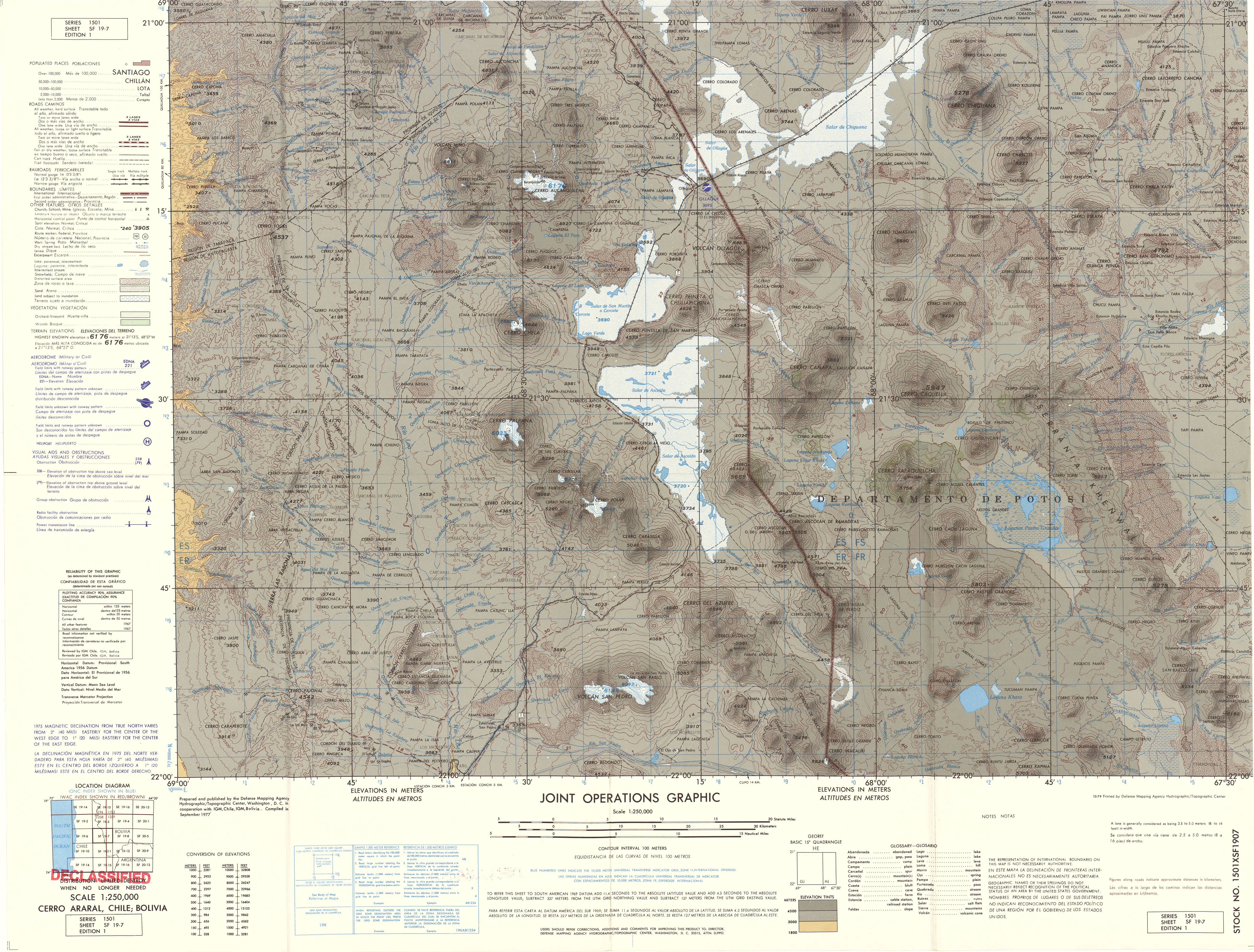
Mapa de la zona

La primera ascensión documentada de la que se tiene noticia correspondió George Courty, miembro de una expedición francesa a los Andes, liderada por Georges de Crequi-Montfort y E. Senechal de la Grande.
Courty ascendió a la cumbre del San Pedro el 16 de julio de 1903, acompañado por el chileno Filemón Morales.